# Siegrid Müller-Holtz
Siegrid Müller-Holtz (* 1948 in Stralsund) ist eine deutsche bildende Künstlerin.

## Leben und Wirken
Müller-Holtz wurde 1948 in Stralsund geboren. 1957 zog sie nach Krefeld und nahm 1968 Studium der Kunst und Pädagogik in Münster auf, welches sie 1971 abschloss. Von 1971 bis 2007 lebte und arbeitete sie als Künstlerin mit eigenem Atelier in Berlin-Wilmersdorf.
1996 verlegte sie ihr Atelier nach Caputh bei Potsdam. Seit 2007 befindet sich ihr Arbeits- und Lebensmittelpunkt am Schwielowsee. Seit Oktober 2013 lebt Siegrid Müller-Holtz auch zuweilen wieder in Berlin und arbeitet weiterhin in ihrem Atelier in Caputh. Die Künstlerin ist mit ihren Werken im In- und Ausland vertreten. Sie gestaltete u. a. an der Berliner East Side Gallery den Abschnitt Gemischte Gefühle.
Im Frühjahr 2013 rief ihre Kollegin, die bildende Künstlerin Jutta Barth, die Berliner Künstlergruppe connex_berlin ins Leben. Zu dieser Künstlergruppe gehören die Gründerin, Jürgen Kellig, Annette Polzer und Siegrid Müller-Holtz. Mit Malerei, Zeichnung, Fotografie, Assemblage und Objekten, umfassen die Arbeiten der Gruppe in den gemeinsamen Ausstellungen ein Spektrum zeitgenössischer abstrakter Kunst.
2016, im Jahr des 175-jährigen Jubiläums des Verein Berliner Künstler, wurde sie 1. Vorsitzende.

## Ausstellungen und Werke (Auszug)
- 2015: Abstraktion/Reduktion, Hannover mit der Künstlergruppe connex_berlin
- 2015: Ausstellungsbeitrag zu SmArtCities im Rahmen der Asien-Pazifik-Woche, Berlin
- 2013: "3D" Dreidimensional, vertreten mit Buchobjekten, Verein Berliner Künstler, Berlin
- 2012: "Inspiration Picasso", Internationales Kunstprojekt und Wanderausstellung unter Leitung des serbischen Künstlers Palanski an vier Ausstellungsorten in Zusammenarbeit mit der Deutschen Botschaft in Serbien zu Ehren des einhundertsten Geburtstags von Picasso, 150 Künstler aus 31 Ländern. Nationalmuseum, Nis, Serbien
- 2012: "Inspiration Picasso", Stadtmuseum, Knjazevac, Serbien
- 2012: "Inspiration Picasso", Nationalmuseum Bor, Serbien
- 2012: "Inspiration Picasso", Stadtmuseum Zajear, Serbien
- 2012: "White Cube", UPDATE 12, Galerie Verein Berliner Künstler, VBK Berlin
- 2012: "Creation in Art", Berlin-Korea 2012, Ausstellungsprojekt in Zusammenarbeit mit dem Verein Berliner Künstler VBK, Teilnehmer des Internationalen Projektes sind 60 Koreanische Künstlerinnen aus Korea, 17 Künstlerinnendes VBK Berlin und 3 Künstlerinnen der GEDOK – Brandenburg zeitgleich an drei Orten in Berlin – Urania, Galerie Spandow, Koreanisches Kulturzentrum, Kulturabteilung der Botschaft der Republik Korea, Berlin
- 2012: "Freiflächen", sechs Künstler-Innen, sechs Positionen, Galerie Verein Berliner Künstler, VBK Berlin
- 2012: "change-exchange", Künstleraustauschprojekt Berlin-Korea des Vereins Berliner Künstler, VBK Berlin im Nationalmuseum Yangpeong, Süd-Korea
- 2012: CHO SUN Gallery, Seoul, Korea
- 2011: UPDATE 11, VBK, Verein Berliner Künstler
- 2011: "Change-Exchange" Korea – Berlin 2011, Künstleraustauschprojekt des Vereins Berliner Künstler VBK und der Künstlervereinigung * Yang Pyeong Artists Association, Korea
- 2011: Galerie Verein Berliner Künstler und Galerie Kulturzentrum der koreanischen Botschaft, Berlin
- 2011: Art Fair Shanghai Galleries 2011, China vertreten durch Galerie Artrays, Gütersloh
- 2011: "German and Chinese Artist Communication Exhibition" 2011, Künstleraustausch
- 2011: "Organisation" Teehausgalerie e.V. Potsdam (Gesellschaft für deutsch-chinesischen Kunst- und Kulturaustausch)
- 2011: "Zeichen und Bilder", Da Tang Galerie, Akademie der Künste, Tangshan, China
- 2011: "Zeichen und Bilder", Zhejiang Business College, Moderne Kunst und Produktdesign, Hangzhou, China
- 2011: Ernennung zur Gastprofessorin am College, Hangzhou
- 2011: "paul celan poetry", mail-art, Galerija Niskog kulturnog centra, Nis, Serbien
- 2009: *East Side Gallery, Rekonstruktion des Mauerbildes "Gemischte Gefühle" von 1990 auf 6 Mauersegmenten, Berlin
- 2009: Association "Le Genie de la Bastille", Künstleraustausch in Paris, Verein Berliner Künstler, VBK
- 2007: "Honeur Ora Adler" mit Ora Adler-Paris, Vera Krickhahn, Galerie Verein Berliner Künstler, VBK
- 2007: Adis Gallery, Ubut, Bali, Indonesien, Ausstellung u. Arbeitsaufenthalt
- 2005: Form-Art, Internationale Kunstmesse, Glinde b. Hamburg
- 2005: 1. Art Brandenburg, BVBK u. Messe Potsdam
- 2001: 1. Art Brandenburg, BVBK u. Messe PotsdamJurymitglied, Galerie Rue Delta, Paris, "Lettre d'amour"
- 2000: 1. Art Brandenburg, BVBK u. Messe PotsdamJurymitglied, Galerie Rue Delta, Paris, "Lettre d'amour"Galerie Val Santinho, Sao Paulo, Brasilien
- 2000: Armenien 2000, Nationalgalerie Yerevan, Armenien
- 2000: Jurymitglied der Ausstellung "Salao International de Sao Paulo II"
- 2000: Einzelausstellung Galerie Artitude, Paris
- 1999: Künstleraustausch Berlin - Paris, Association « Le Génie de la Bastille », Paris
- 1999: Heart Galerie, Paris Salao International de Sao Paulo, LE PETIT FORMAT, Brasilien
- 1999: Arte Contemporanéo, Barcelona, Spanien
- 1999: Fünfwöchiger Arbeitsaufenthalt und Ausstellung mit der Malerin KaTy Deslandes in Zusammenarbeit mit dem Kunstverein RUN ART auf der Insel Réunion, Überseedepartment Frankreichs im Indischen Ozean

## Mitgliedschaften
- Verein Berliner Künstler[3]